# Sulpício
Sulpício, cognominado o Bondoso, o Pio ou o Piedoso (falecido em localidade próxima a Bourges, 17 de janeiro de 644) foi bispo da diocese de Bourges de 624 à sua morte. É venerado como santo pela Igreja Católica.
Serviu no exército do rei Clotário II como capelão. Sucedeu a Santo Austregésilo, em 624, na diocese de Bourges. Foi pregador e catequista de seu povo.